# Emanuele Naspetti
Emanuele Naspetti (n. 24 februarie 1968, Ancona) a fost un pilot italian de Formula 1 care a evoluat în Campionatul Mondial între anii 1992 și 1993.

## Cariera în Formula 1
| Sezon | Echipă       | Puncte | Loc clasament general |
| ----- | ------------ | ------ | --------------------- |
| 1992  | March F1     | 0      | -                     |
| 1993  | Sasol Jordan | 0      | -                     |